# Пиплметр
Пиплметр (или ТВметр) (англ. Peoplemeter — букв. "измеритель людей") — специальное электронное устройство, подсоединяемое к телевизору и предназначенное для сбора сведений об аудитории телевидения. ТВметр фиксирует информацию о просмотренных телепередачах, времени, в течение которого осуществлялся просмотр. На основании данных, собираемых при помощи данной технологии, формируются такие статистические показатели, как, например, рейтинг и доля эфирного события, телеканала. Можно также проанализировать социально-демографический профиль аудитории.
ТВметр подключается к любому типу телевизоров, включая LCD-панели.
Технология измерений аудитории телевидения при помощи ТВметров используется во многих странах мира. В России исследование проводится в рамках специального проекта компании TNS Россия Архивная копия от 18 января 2019 на Wayback Machine.

## Участники исследования. Выборка
ТВметры (пиплметры) устанавливаются в семьях, участвующих в исследовании "ТВ Индекс" компании Mediascope Архивная копия от 18 января 2019 на Wayback Machine. Результаты исследования отражают привычки и предпочтения просмотра телевидения жителями России в возрасте от 4 лет и старше, проживающих в городах с населением от 100 тысяч человек, за исключением города Калининград. Кроме данных об аудитории ТВ в целом по стране, предоставляется информация об аудитории в отдельно взятых 29 городах, представляющих особый интерес с точки зрения развития телевизионного и рекламного рынка.
Для изучения предпочтений всех россиян не обязательно обладать информацией о том, как смотрит телевизор каждый из них. Исследование спроектировано таким образом, что данные о том, как смотрят ТВ 13,5 тысяч россиян, статистически верно отражают картину просмотра ТВ во всей стране.
С помощью специального алгоритма формируется панельная выборка – группа участников исследования, благодаря которым происходит сбор информации. Она создается таким образом, что полностью репрезентирует население России в миниатюре. То есть соотношение женщин, мужчин и детей разных возрастов, а также людей с различным уровнем достатка, образования и другим набором необходимых параметров. Эти характеристики называются «контрольными параметрами» панели. Информация о них может быть получена из двух источников – Росстат и специальное Установочное Исследование проекта TNS.
По правилам среди представителей выборки не должно быть заинтересованных лиц, то есть работников СМИ и PR. Для того, чтобы заинтересованные лица никоим образом не могли вмешаться в подсчет рейтинга, вступить в контакт с участниками исследования, подкупить их и т.д., имена участников исследования строго засекречены.
Претендентам на участие в исследовании предлагается анкету, приблизительно такого содержания:
- Постоянная ли у вас квартира?
- Есть ли у вас дача?
- Часто ли вы уезжаете в отпуск?
- Сколько людей проживает в квартире и сколько у вас телевизоров?
- Сколько времени каждый член семьи тратит на просмотр ТВ? (от получаса и до более девяти часов)
- Какие телеканалы вы смотрите?
- Смотрите ли вы ТВ на работе, в общественных местах?
- Часто ли заходят к вам гости?
- Пол, возраст, образование, работа и занятость всех членов семьи.
- Чем интересуется каждый член семьи?
- Семейный доход.
- Ваше материальное положение. (От нехватки денег на еду до неограниченности в средствах)

Семьи, согласившиеся на установку ТВметров (пиплметров) не зарабатывают денег за участие в исследовании. В качестве небольшого вознаграждения им предлагается выбрать для себя небольшой подарок (например, из числа бытовой техники).

## Ход исследования
В каждом отобранном домохозяйстве (или в каждой семье) на каждый работающий и используемый телевизор устанавливается ТВметр (пиплметр), с помощью которого происходит автоматическая регистрация всего просмотра телевизионного контента.
В основе работы пиплметра нового поколения TV 5000 лежит система Audio Matching System (AMS). Система Audio Matching System распознает контент по аудиосигналу, сопоставляя специальные эталонные звуковые метки из базы TNS со звуковыми метками, полученными с ТВметров.
Участники исследования регистрируются как зрители с помощью пульта дистанционного управления, на котором расположены кнопки для каждого из членов семьи, а также для гостей. Для этого при установке пиплметра за каждым членом семьи закрепляется своя кнопка. Входя в комнату с включенным телевизором, член семьи отмечает своё присутствие, нажимая соответствующую кнопку. При выходе из комнаты зритель повторно нажимает свою кнопку, и в этот момент фиксирование смотрения прекращается. В течение дня пиплметр автоматически записывает на счёт каждого зрителя все переключения, произведённые на данном телевизоре, и хранит эту информацию в памяти устройства.
Каждую ночь информация со всех пиплметров поступает в московский офис TNS Россия. Для этого компьютер автоматически связывается с каждым домохозяйством, участвующим в исследовании, по телефонной или сотовой линии. На основании официальных данных Росстата о населении России и результатах Установочного Исследования проводится отбор участников проекта. На сегодняшний день в исследовании участвует около 13,5 тыс. человек (около 5 400 домохозяйств России в городах с численностью населения от 100 000 чел.).
Затем информация попадает в базу данных, доступную пользователям проекта. Благодаря этим данным эксперты в области исследований и телевизионного программинга получают всю необходимую информацию о просмотре телевизионного контента.

## Недостатки измерения телерейтинга с помощью пиплметров. Проблематика
Несмотря на то, что участников исследования подбирают так, чтобы создать группу, наиболее точно представляющую население всей страны, способ измерения телерейтинга с помощью пиплметров считается неудачным и неточным.
Дело в том, что, по статистике, участниками, согласившимися установить в своих домах пиплметры, являются бедные семьи с достатком менее десяти тысяч рублей. Из россиян, которым было предложено участие, большая часть отказывается, аргументируя это тем, что они не приветствуют вторжения в их личную жизнь.
В итоге возникает множество проблем: на самом деле людей заставляют смотреть то, что нравится не им, а той самой выборке; телевизионщики вынуждены подстраиваться именно под участников исследования, следовательно, подвергаться критике со стороны того большинства, кто в эту выборку не входит.
Отказаться от этой системы и перейти на более точную сложно. Дело в том, что рейтинг — телевизионная валюта. От него зависит, сколько будет стоить рекламное время на телеканале во время той или иной телепередачи. Пиплметр — единственный прибор, который даёт возможность получить подтвержденные и независимые цифры о рейтинге и доле, на которые смотрят рекламодатели перед заключением договора с телеканалом.

## Обработка данных
Вся информация, полученная с пиплметров, ежедневно проходит серию проверок по различным критериям качества. Методика проверок и допустимые значения параметров соответствуют стандартам BARB (Broadcasters Audience Research Board, бюро по исследованию аудитории вещания).
Затем информация попадает в базу данных, доступную пользователям проекта. Благодаря этим данным эксперты в области исследований и телевизионного программинга узнают, как российские телезрители смотрели телеэфир.

## Как используются данные проекта?
Данные, полученные в ходе исследования, необходимы телеканалам, рекламным агентствам и рекламодателям, а также продавцам рекламного времени телевидения.
На основании данных об аудитории телевидения телеканалы формируют сетку вещания, производят закупку телепрограмм, планирование вещания, развитие сети вещания и т. п.
Рекламодатели и рекламные агентства планируют размещение рекламы, проводят оценку эффективности рекламных кампаний на телевидении, покупку рекламных возможностей.
Продавцы рекламного времени с помощью данных проекта TV Index принимают решения о покупке рекламного времени на телеканалах, продают рекламные возможности рекламодателям, агентствам, управляют размещением рекламы.

## Альтернативные способы изучения телевизионной аудитории
Работники телевидения ищут альтернативные способы получения сведений о телерейтинге, но полностью отказаться от пиплметров на российском ТВ пока не смог ни один из каналов, кроме «Первого». Генеральный директор «Первого канала» Константин Эрнст не раз заявлял о недоверии к данным, полученным с помощью пиплметров. «Первый канал» не состоит в числе подписчиков TNS, а получает информацию из собственной Службы телевизионных измерений (СТИ). Около 80 операторов с утра до вечера звонят на случайные номера и опрашивают около 14 тысячи человек.
В одном из интервью «Комсомольской правде» Эрнст прокомментировал системы измерения телерейтинга  :
Система измерения рейтингов посредством пиплметров устарела и исследует только узкий сегмент аудитории — в основном малообеспеченной, с низким уровнем образования и, как правило, преклонного возраста. Другие группы людей не хотят устанавливать у себя дома какие-то электронные ящички. И если бы даже захотели, эти данные всё равно не соответствовали бы современному типу просмотра телепрограмм. Пиплметры установлены дома, а люди смотрят телевизор на работе, в гостях, в дороге и через Интернет. В настоящее время в России нет никакой системы, достоверно измеряющей телерейтинги. Как и что люди смотрят по телевизору, неизвестно ни телевизионщикам, ни рекламодателям.
Лаборатория "А.Р.Е.С. (Автоматические радиоэлектронные системы)" использует майнинг больших данных для высокоточной медиа-аналитики, телеизмерений и прогнозирования спроса на телевизионный контент. Данные о телесмотрении абонентов более чем 200 операторов цифрового интерактивного телевидения собираются и структурируются для получения большого объёма информации об обезличенном поведении зрителя, смотрящего телевизионный контент на различных экранах (телевизорах, персональных компьютерах, мобильных устройствах). Полученные статистические данные позволяют строить высокоточные отчёты с мизерной доверительной вероятностью, а биржевые и финансовые методы аналитики телесмотрения позволяют дать высокоточный прогноз по ожидаемому количеству смотрящих для каждого сегмента целевых аудиторий и адекватную оценку истинному рейтингу телеканалов и контента.